# Tonkonstnärstrion
Tonkonstnärstrion var en kammarmusikalisk ensemble, verksam 1968–1975. Den bestod av András Adorján (flöjtist), Edit Wohl (violin) och Ebbe Grims-land (viola). Alternativt deltog flöjtisten Bernt Nyholm. 
Tidvis tillkom Roland Bengtsson som trakterade gitarr, luta och teorb. Av medverkande sångsolister kan nämnas Karin Langebo och Lilian Gentele. 
Trion framträdde i Sveriges Radio samt vid offentliga konserter, bland annat i Thielska Galleriet och Waldemarsudde. 